# Tøglag
Tøglag ist ein stabreimendes Versmaß der skaldischen Dichtung. Es ist eine Variante des Dróttkvættversmaßes, aber durch die Reduzierung der Silbenanzahl noch schwieriger als dieses zu dichten.

## Etymologie
Tøgr ist im Altnordischen der „Zehner“ und lag ein Gesetz oder in diesem Falle ein Versmaß. Möglich ist eine Deutung als „Zehnerversmaß“. Möglich ist zudem die Herleitung aus dem Wort „Zug“ (altnordisch Tog) im Sinne einer Reise oder Fahrt. 

## Aufbau
Eine Tøglagstrophe folgt im Aufbau dem Dróttkvættversmaß. Die vier Langzeilen einer Strophe müssen jeweils drei Stäbe beinhalten (zwei im Anvers und einen im Abvers). Jede Halbzeile wird zudem durch einen Binnenreim zusammengehalten und, das ist der Unterschied zum Dróttkvætt, muss aus genau  vier Silben bestehen. In einer Dróttkvættstrophe hatte der Dichter sechs Silben, um die Stäbe und den Binnenreim unterzubringen. Eine Tøglagstrophe ist aufgrund der strengen Begrenzung der Silben pro Halbzeile sehr schwer zu dichten.
Im folgenden Beispiel aus der Knútsdrápa des Skalden Sigvatr Þórðarson sind die Stabreime fett und die Binnenreime rot markiert.
| Ok Ellu bak, at, lét, hinn's sat, Ívarr, ara, Jórvík, skorit. Ok senn sonu sló, hvern ok þó, Aðalráðs, eða út flæmði, Knútr. Knútsdrápa 1-2 | Anvers, Langzeile 1 Abvers Anvers, Langzeile 2 Abvers Anvers, Langzeile 3 Abvers Anvers, Langzeile 4 Abvers Gliederung | 4 5 4 Silben |  |

In der Beispielstrophe gelang es dem Dichter, alle für das Versmaß üblichen Stäbe und Binnenreime in den Versen unterzubringen. Nur einmal überschreitet er die Silbengrenze, doch nur weil der englische Königsname Aðalráð schon drei Silben benötigt.

## Verwendung
Das Versmaß wurde wohl aufgrund seiner Schwierigkeit selten verwendet. Sigvatr Þórðarson gebraucht es in seinem Preislied über Knut den Großen Knútsdrápa und Þórarinn loftunga in der namensgebenden Dichtung Tøgdrápa. Beide Dichtungen behandeln den Themenkreis um Knut den Großen und deshalb nimmt man an, dass das Versmaß an dessen Hof in England entstand.